# Letka
Die Letka (russisch Летка) ist ein rechter Nebenfluss der Wjatka in der Republik Komi und in der Oblast Kirow im europäischen Teil Russlands.
Die Letka entspringt auf dem Nordrussischen Landrücken. Sie fließt zuerst nach Westen und wendet sich später nach Süden. Sie mündet schließlich östlich der Stadt Slobodskoi von rechts in die Wjatka. Die Letka hat eine Länge von 260 km. Sie entwässert ein Areal von 3680 km². 45 km oberhalb der Mündung beträgt der mittlere Abfluss (MQ) 20,6 m³/s.